# Войцех Гуня
Войцех Гуня (пол. Wojciech Gunia, 1987) — польський письменник-фантаст та автор горору, публіцист та перекладач. Лауреат головної нагороди Літературної премії імені Єжи Жулавського за 2021 рік.

## Біографія
Войцех Гуня народився у 1983 році в Новому Сончі. Закінчив факультет полоністики Ягеллонського університету. Літературну діяльність розпочав у 2013 році, коли його оповідання «Війна» (пол. Wojna) опублікували в антології «Po drugiej stronie. Weird fiction po polsku». Наступного року вийшла авторська збірка оповідань Гуні «Поворот» (пол. Powrót), більшість з яких відносились до жанру горору. У 2016 році вийшов друком перший роман автора «Немає мандрівника» (пол. Nie ma wędrowca), який наступного року здобув премію імені Стефана Грабінського для польських творів горору. У 2018 році вийшла наступна збірка Гуні «Місто і річка» (пол. Miasto i rzeka). У 2019 році вийшла друком наступна збірка Гуні «Дім усіх снів» (пол. Dom wszystkich snów), центральне місце в якій займає роман «Дім Мотта» (пол. Dom Motta), за яку письменник отримав головну нагороду літературної премії імені Єжи Жулавського у 2021 році. Окрім письменницької діяльності, Войцех Гуня є редактором польського щорічника химерної фантастики «Sny umarłych».

### Книги
- Поворот (пол. Powrót, 2014)
- Немає мандрівника (пол. Nie ma wędrowca, 2016)
- Місто і річка (пол. Miasto i rzeka, 2018)
- Дім усіх снів (пол. Dom wszystkich snów)

### Окремі оповідання
- Війна" (пол. Wojna, 2013)
- Рапорт з площі забудови (пол. Raport z plazu budowy, 2015)
- Порятунок (пол. Ocalenie, 2017)
- Вежа мовчання (пол. Wieża milczenia, 2017)
- Рапорт у справі явищ на вулиці Шепотіння (пол. Raport w sprawie objawień przy ulicy Szeptów, 2018)
- Сад, нічне небо (пол. Ogród, nocne niebo, 2019)
- Пливуть (Płyną, 2019)
- Униз по річці (пол. W dół rzeki, 2021)
- Дивні оповідання про дивний світ (пол. Dziwne opowieści o dziwnym świecie, 2021)
- Переміна Тамари Д. (пол. Przemiana Tamary D., 2021)